# Hřbitov Saint-Germain
Hřbitov Saint-Germain (francouzsky cimetière Saint-Germain), nazývaný také hřbitov Saint-Pierre (cimetière Saint-Pierre), je zaniklý hřbitov v Paříži, poprvé zmiňovaný v polovině 13. století. V 16. století jej používali protestanti.

## Umístění a rozměry
Nacházel se na severozápadním rohu bývalé Rue Taranne a Rue des Saints-Pères, poblíž kaple Saints-Pères. Její poloha dnes odpovídá Square de la Charité u č. 186 na bulváru Saint-Germain. Hřbitov měl obdélníkový tvar o rozměrech 27 x 8 sáhů (tj. 54 x 16 m). Dnes se na místě hřbitova nachází Square Taras-Shevchenko.

## Historie
Jako majetek farnosti Saint-Sulpice je hřbitov Saint-Germain doložen k roku 1259. Do roku 1544 byl určen k pohřbívání obětí moru a malomocných.
Hřbitov využívali protestanti přinejmenším od roku 1576. Článek 45 ediktu nantského z roku 1598 jej uvádí spolu se hřbitovem Trinité jako jediné pařížské hřbitovy určené k pohřbívání protestantů. V roce 1604 kvůli rozšíření kostela Saint-Sulpice protestanti museli tento hřbitov opustil a založili si hřbitov Saints-Pères, který se nacházel o něco dále.
Od roku 1604 do roku 1609 byl hřbitov Saint-Germain znovu využíván k pohřbívání obětí moru, než byl přidělen nemocnici Charité.

## Pohřbené osobnosti
- Claude Arnauld, poradce, notář a sekretář krále Jindřicha IV., generální pokladník pařížské generality, který zemřel v roce 1603
- Monsieur de Rambouillet, sekretář krále Jindřicha IV., který zemřel v roce 1602.